# Heartstopper (serial telewizyjny)
Heartstopper – brytyjski serial telewizyjny z gatunku coming-of-age romance stworzony dla Netflixa na podstawie webkomiksu i powieści graficznej o tym samym tytule autorstwa Alice Oseman. W rolach głównych występują Kit Connor i Joe Locke. 
Prawa telewizyjne do serialu zostały zakupione przez See-Saw Films w 2019, a Netflix nabył prawa do dystrybucji w 2021. Nagrywanie serialu trwało od kwietnia do czerwca tego samego roku, a przez cały ten czas ukazywały się teasery. Serial miał premierę 22 kwietnia 2022 i spotkał się z wielkim uznaniem krytyków, szczególnie za spokojny ton i tempo, a także przedstawienie społeczności LGBT.
20 maja 2022 ogłoszono, że powstanie drugi i trzeci sezon Heartstopper.

## Fabuła
Charlie Spring, homoseksualny licealista, zakochuje się w koledze z ławki, Nicku Nelsonie. Perypetie miłosne pary obserwują ich przyjaciele: Tao, Elle, Tary, Darcy i Isaaca.

## Obsada i bohaterowie

### Główni
- Kit Connor jako Nicholas „Nick” Nelson, gracz rugby z 11. klasy
- Joe Locke jako Charles „Charlie” Spring, uczeń 10. klasy w szkole dla chłopców Truham Grammar School, który niedawno został wyoutowany
- William Gao jako Tao Xu, opiekuńczy przyjaciel Charliego
- Yasmin Finney jako Elle Argent, przyjaciółka Charliego i Tao, która przeniosła się do szkoły dla dziewcząt Harvey Greene Grammar School (pseudonim Higgs) po ujawnieniu się jako osoba transpłciowa
- Corinna Brown jako Tara Jones, uczennica Higgsa, która zaprzyjaźnia się z Elle
- Kizzy Edgell jako Darcy Olsson, dziewczyna Tary
- Tobie Donovan jako Isaac Henderson, zamknięty w sobie członek grupy przyjaciół Charliego, Tao i Elle
- Jenny Walser jako Victoria „Tori” Spring, starsza siostra Charliego
- Sebastian Croft jako Benjamin „Ben” Hope, pierwszy chłopak Charliego
- Cormac Hyde-Corrin jako Harry Greene, szkolny prześladowca
- Rhea Norwood jako Imogen Heaney, dziewczyna z Higgsa zakochana w Nicku
- Fisayo Akinade jako pan Ajayi, nauczyciel sztuki, który opiekuje się Charliem
- Chetna Pandya jako trener Singh
- Stephen Fry jako głos dyrektora Barnesa
- Olivia Colman jako Sarah Nelson, matka Nicka

### Drugoplanowi
- Araloyin Oshunremi jako Otis Smith
- Evan Ovenell jako Christian McBride
- Ashwin Viswanath jako Sai Verma
- Georgina Rich jako Jane Spring, matka Charliego i Tori
- Joseph Balderrama jako Julio Spring, ojciec Charliego i Tori
- Momo Yeung jako Yan Xu, matka Tao
- Alan Turkington jako pan Lange

## Lista odcinków

### Sezon 1 (2022)
| № | # | Tytuł polski   | Tytuł angielski | Reżyseria | Scenariusz   | Premiera (Netflix) |
| --- | - | -------------- | --------------- | --------- | ------------ | ------------------ |
| 1 | 1 | „Spotkanie”    | „Meet”          | Euros Lyn | Alice Oseman | 22 kwietnia 2022   |
| Charlie Spring, uczeń Truham Grammar High School, jest w sekretnym związku z Benem Hope. W swojej nowej klasie Charlie zostaje przydzielony do siedzenia obok Nicka Nelsona, gracza rugby, do którego czuje sympatię. Charlie zaprzyjaźnia się z nim, choć nie jest pewien jego orientacji seksualnej. Nick zaprasza go do drużyny rugby, a on się na to zgadza. Po zobaczeniu, jak Ben całuje się z dziewczyną, i uświadomieniu sobie własnego nieszczęścia w tym związku, Charlie mówi Benowi, że nie chce się więcej spotykać. Później, Charlie niechętnie spotyka się z Benem ponownie, który siłą całuje go, ale jest odpierany przez Nicka. Tymczasem jedna z przyjaciółek Charliego, Elle Argent, przenosi się do żeńskiej szkoły Higgs po ujawnieniu się jako kobieta transpłciowa.                         |   |                |                 |           |              |                    |
| 2 | 2 | „Zakochanie”   | „Crush”         | Euros Lyn | Alice Oseman | 22 kwietnia 2022   |
| Charlie zwierza się Nickowi ze swojego związku z Benem, który Nick potępia. Przyjaciel Charliego, Tao Xu, zakłada, że Nick jest heteroseksualny i mówi Charliemu, żeby porzucił swoje uczucia do Nicka, ale ten odmawia. Tao mówi mu, że Nick podkochuje się w dziewczynie o imieniu Tara Jones, która przyjaźni się z Elle z Higgs. Wkrótce jednak Elle dowiaduje się, że Tara jest w związku z osobą tej samej płci (z Darcy Olsson). Spędzając czas w domu Charliego, Nick próbuje złapać Charliego za rękę, gdy ten śpi i zaczyna kwestionować swoją seksualność. |   |                |                 |           |              |                    |
| 3 | 3 | „Pocałunek”    | „Kiss”          | Euros Lyn | Alice Oseman | 22 kwietnia 2022   |
| Nick zostaje zaproszony na 16. urodziny swojego przyjaciela Harry'ego Greene'a. Nick zaprasza Charliego, który się zgadza. Tao zaczyna być zazdrosny o zauroczenie Charliego, co sprawia, że ich przyjaźń staje się coraz bardziej odległa. Harry i jego grupa próbują umówić Nicka z Tarą, a Charlie odchodzi z niepokoju. Tara wychodzi do Nicka, który zrywa przyjaźń z Harrym po tym, jak ten wyśmiewa się z Charliego. Imogen Heany, jedna z przyjaciółek Nicka, mówi mu, że go lubi. Charlie mówi Benowi, żeby zostawił go w spokoju. Nick i Charlie spotykają się ponownie w ustronnym pokoju, gdzie się całują. Nick jest oszołomiony i opuszcza Charliego, gdy słyszy, że Harry go szuka. Charlie ma złamane serce, ale jest zaskoczony, gdy następnego dnia widzi Nicka na progu domu w strugach deszczu. |   |                |                 |           |              |                    |
| 4 | 4 | „Tajemnica”    | „Secret”        | Euros Lyn | Alice Oseman | 22 kwietnia 2022   |
| Charlie przeprasza za to, co wydarzyło się poprzedniego dnia. Nick całuje go, tłumacząc, że nadal jest zamknięty w sobie i potrzebuje czasu, żeby się odnaleźć. Charlie mówi, że nie musi jeszcze niczego publicznie deklarować. Po meczu rugby Tao i Elle podsłuchują, jak Nick niechętnie zgadza się na wymuszoną przez rówieśników randkę z Imogen. |   |                |                 |           |              |                    |
| 5 | 5 | „Przyjaciele”  | „Friend”        | Euros Lyn | Alice Oseman | 22 kwietnia 2022   |
| Nick zamierza odwołać randkę z Imogen, gdy ta wyjawia mu, że zmarł jej pies, a Nick ze współczucia zmienia swój plan. Charlie zaprasza Nicka na swoje urodziny w salonie gier, które przypadają na ten sam dzień, co jego randka, ale on postanawia spędzić czas z Charliem. Tam Tao mówi Charliemu o swoim podsłuchiwaniu, co Nick podsłuchuje, później wyjaśnia prawdę Charliemu przed wyraźnym przyznaniem się do swoich uczuć do niego, co Charlie odwzajemnia. Następnego dnia Nick spotyka się z Imogen i wyjaśnia, że nie podoba mu się ona romantycznie. Imogen mówi, że rozumie i zostają przyjaciółmi. |   |                |                 |           |              |                    |
| 6 | 6 | „Dziewczyny”   | „Girls”         | Euros Lyn | Alice Oseman | 22 kwietnia 2022   |
| Nick myśli, że może być biseksualny. Charlie mówi mu, żeby się nie spieszył, ale Nick ujawnia się Tarze i Darcy, które proponują podwójną randkę. Po tym, jak Elle ujawnia, że czuje coś do Tao, grupa potajemnie robi z tego potrójną randkę, mając nadzieję, że w ten sposób uda im się umówić tych dwoje. Na randce, Elle łapie ich zamiary i konfrontuje się z nimi, mówiąc, że nie chce więcej zmian w swoim życiu i chce chronić swoją przyjaźń z Tao, ale cieszy się szczęściem Nicka i Charliego. Tego dnia, jest koncert orkiestrowy z Truham i Higgs; Tara gniewnie wychodzi z powodu homofobicznych komentarzy, a Darcy podąża za nią. Obejmują się i wracają do występu. |   |                |                 |           |              |                    |
| 7 | 7 | „Prześladowcy” | „Bully”         | Euros Lyn | Alice Oseman | 22 kwietnia 2022   |
| Nick zaprasza Charliego do kina z przyjaciółmi, ale niespodziewanie witają go Harry i Ben, którzy rzekomo nie zostali zaproszeni i dokuczają Charliemu. Kłótnia kończy się tym, że Charlie zostaje nazwany homofobicznym słowem, a Nick bije się z Harrym. Na parkingu Ben podchodzi do Charliego i twierdzi, że Nick nie dba o niego, żeby sprawić, że poczuje się źle. Tao czuje się winny, że nieumyślnie pogorszył sytuację Charliego, atakując słownie Harry'ego, ale ponieważ Charlie nadal go ignoruje, wdaje się w bójkę z Harrym i konfrontuje Charliego z tym, że nie powiedział mu o swoim związku z Nickiem. |   |                |                 |           |              |                    |
| 8 | 8 | „Para”         | „Boyfriend”     | Euros Lyn | Alice Oseman | 22 kwietnia 2022   |
| Harry zostaje zawieszony za bójkę, a przyjaźń Charliego z Tao nadal jest napięta. Pogrążony w depresji Charlie rzuca rugby i ignoruje Nicka. Tao i Nick rozmawiają o tym, że chcą, by Charlie był szczęśliwy. Tao godzi się z Charliem, który również konfrontuje się z Benem za to, że był niemiły. Nick prywatnie wyjaśnia Charliemu, że zmienił swoje życie i prosi, by nie zrywali, po czym całują się. Podczas randki nad morzem Nick ujawnia swój plan coming outu i publicznego ogłoszenia ich związku, co uszczęśliwia Charliego. Jeszcze tego samego dnia Nick ujawnia się swojej matce Sarah, która akceptuje jego biseksualność. |   |                |                 |           |              |                    |

### Sezon 2 (2023)
Opracowane na podstawie materiału źródłowego.
| № | # | Tytuł polski          | Tytuł angielski | Reżyseria | Scenariusz   | Premiera (Netflix) |
| --- | - | --------------------- | --------------- | --------- | ------------ | ------------------ |
| 9 | 1 | „Coming out”          | „Out”           | Euros Lyn | Alice Oseman | 3 sierpnia 2023    |
| W miarę jak związek Nicka i Charliego dojrzewa, Nick staje przed wyzwaniem otwarcia się na innych poza kręgiem przyjaciół. Podczas piżamowego przyjęcia z grupą przyjaciół Charliego stopniowo udaje mu się ujawnić się Imogen, która przyznaje, że już wie, i ujawnia, że spotyka się z Benem. Elle i Tao stają w obliczu niepewności co do nawiązania związku. Charlie ponownie dołącza do drużyny rugby Truhama i zwierza się rodzicom ze swojego związku; jednak jego ojciec zabrania Nickowi przychodzić, aby zapobiec wszelkim zachowaniom seksualnym. Charlie przysięga, że będzie przy Nicku w jego procesie coming outu. |   |                       |                 |           |              |                    |
| 10 | 2 | „Rodzina”             | „Family”        | Euros Lyn | Alice Oseman | 3 sierpnia 2023    |
| Gdy oceny zaczynają się pojawiać, rodzice Charliego zabraniają mu odwiedzać Nicka, dopóki nie poprawi ocen i nie napisze wypracowania szkolnego. Tao zaczyna czuć dystans i zazdrość o Elle, gdy odwiedza Lambert School of Art i poznaje nowych przyjaciół. Jego matka zachęca go, by walczył o to, by utrzymać z nią przyjaźń, a on przyznaje Charliemu i Isaacowi, że ją lubi. Brat Nicka, David, wraca z uniwersytetu i nie pochwala związku Nicka i Charliego. Nick zaczyna się martwić, że Imogen spotyka się z Benem; mówi jej, że powinna trzymać się z daleka od Bena, ale gdy pyta go, co zrobił Ben, Nick mówi, że nie może jej powiedzieć. |   |                       |                 |           |              |                    |
| 11 | 3 | „Obietnica”           | „Promise”       | Euros Lyn | Alice Oseman | 3 sierpnia 2023    |
| Charlie kończy wypracowanie i motywuje Nicka do egzaminu końcowego General Certificate of Secondary Education, który zdaje. Nick próbuje ujawnić się przed znajomymi z rugby, ale Harry ciągle mu przerywa. Rozpoznając swój stres, Charlie sugeruje Nickowi, żeby zapomniał o ujawnieniu się jako pierwszy. Po przeprowadzeniu pewnych badań na temat tego, jak zaimponować sympatii, Tao zaprasza Elle na randkę, a ona się zgadza. Po nieudanej randce Tao jest zazdrosny o to, że Elle zbliża się do swoich nowych przyjaciół z Lambert, a następnie obwinia siebie za pozorne zepsucie każdej sytuacji. |   |                       |                 |           |              |                    |
| 12 | 4 | „Wyzwanie”            | „Challenge”     | Euros Lyn | Alice Oseman | 3 sierpnia 2023    |
| Uczniowie jadą na wycieczkę szkolną do Paryża. Charlie, Nick, Tao i Isaac zostają przydzieleni do tego samego pokoju hotelowego, a Tara, Darcy, Elle i Sahar Zahid do innego pokoju. Tao i Elle zaczynają się do siebie zbliżać i decydują się pozostać przyjaciółmi; Tao przeprasza za swój wcześniejszy wybuch. Charlie i Tara omawiają problemy ze swoimi partnerami. Imogen zrywa z Benem, gdy ją ignoruje i ma obsesję na punkcie Charliego; Nick i Charlie ją pocieszają. Nick robi Charliemu siniaka na szyi, całując się. |   |                       |                 |           |              |                    |
| 13 | 5 | „Upał”                | „Heat”          | Euros Lyn | Alice Oseman | 3 sierpnia 2023    |
| Malinka Charliego wywołuje spekulacje wśród innych uczniów na temat tego, kto mu ją dał. Charlie wybacza Tao, że nieumyślnie spowodowała jego ujawnienie w przeszłości i kwestionuje jego pesymizm w stosunku do niego i Elle. Później, podczas wspólnego spędzania czasu, Elle całuje Tao, który odwzajemnia pocałunek. Po omdleniu Charlie przyznaje się Nickowi, że ma zaburzenia odżywiania. Tara konfrontuje się z Darcy za brak odpowiedzi, gdy Tara mówi, że kocha Darcy. |   |                       |                 |           |              |                    |
| 14 | 6 | „Prawda czy wyzwanie” | „Truth / Dare”  | Euros Lyn | Alice Oseman | 3 sierpnia 2023    |
| Nick przedstawia Charliego swojemu francuskiemu ojcu Stéphane'owi, który ujawnia swój plan odwiedzenia Anglii. Darcy w ramach przeprosin organizuje przyjęcie w pokoju na urodziny Tary. Kolega ze studiów James McEwan, który jest zakochany w Isaacu, całuje go, ale Isaac nie okazuje zainteresowania. Harry przeprasza Charliego za swoje przeszłe nękanie, ale ten odrzuca przeprosiny. W grze prawda czy wyzwanie? Nick wychodzi i mówi, że nie ma nic przeciwko temu, aby ludzie wiedzieli o jego orientacji seksualnej. Po przyjęciu Darcy mówi Tarze, że ją kocha. Tymczasem nadzorujący nauczyciele pan Ajayi i pan Farouk rozwijają uczucia do siebie i całują się. Oni i uczniowie wracają do domu następnego dnia.                                                                                                  |   |                       |                 |           |              |                    |
| 15 | 7 | „Jest przykro”        | „Sorry”         | Euros Lyn | Alice Oseman | 3 sierpnia 2023    |
| Elle zostaje przyjęta do Lambert; Tao mówi, że przezwyciężył zazdrość, a Elle mówi, że wciąż nie jest zdecydowana co do Lambert. Isaac odkrywa, że jest aseksualny. Przed opuszczeniem Truham, Ben prosi Charliego o wybaczenie jego przeszłych czynów, ale Charlie odmawia, zauważając, że przeprosiny Bena wymagają jedynie samopotwierdzenia. Podczas kolacji w domu Nelsonów z Nelsonami i Springsami, Nick konfrontuje się z Davidem za jego nękanie i jego ojcem za brak zainteresowania jego życiem. Nick mówi ojcu, że Charlie jest jego chłopakiem. Jego ojciec przeprasza i mówi, że lubi Charliego, zanim wraca do Paryża. Darcy kłóci się ze swoją homofobiczną matką i opuszcza dom. |   |                       |                 |           |              |                    |
| 16 | 8 | „Idealnie”            | „Perfect”       | Euros Lyn | Alice Oseman | 3 sierpnia 2023    |
| Nick ujawnia się publicznie na Instagramie. Elle mówi Tao, że idzie do Lamberta, a następnie przyjmuje jego propozycję zostania jego dziewczyną. Na balu maturalnym obecni są wszyscy oprócz Darcy, która później się pojawia i zwierza się Tarze ze swojej sytuacji w domu. Nick i grupa przyjaciół Charliego opuszczają bal maturalny, aby świętować w domu Nicka. Wszyscy wychodzą oprócz Charliego. Nick pyta Charliego o jego przeszłe znęcanie się. Charlie otwiera się na ten temat i mówi, jak to spowodowało, że się pociął, chociaż już tego nie robi. Nick prosi Charliego, aby powiedział mu, czy kiedykolwiek jest zestresowany, a Charlie obiecuje to zrobić. W drodze do domu Charlie pisze SMS-a do Nicka, w którym mówi „kocham cię”. Odcinek kończy się palcem Charliego uniesionym nad przyciskiem wysyłania. |   |                       |                 |           |              |                    |

### Sezon 3 (2024)
Opracowane na podstawie materiału źródłowego.
| №  | # | Tytuł polski | Tytuł angielski | Reżyseria    | Scenariusz   | Premiera (Netflix)  |
| -- | - | ------------ | --------------- | ------------ | ------------ | ------------------- |
| 17 | 1 | „Miłość"     | „Love”          | Andy Newbery | Alice Oseman | 3 października 2024 |
| 18 | 2 | „Dom"        | „Home”          | Andy Newbery | Alice Oseman | 3 października 2024 |
| 19 | 3 | „Rozmowa"    | „Talk”          | Andy Newbery | Alice Oseman | 3 października 2024 |
| 20 | 4 | „Podróż"     | „Journey”       | Andy Newbery | Alice Oseman | 3 października 2024 |
| 21 | 5 | „Zima"       | „Winter”        | Andy Newbery | Alice Oseman | 3 października 2024 |
| 22 | 6 | „Ciało"      | „Body”          | Andy Newbery | Alice Oseman | 3 października 2024 |
| 23 | 7 | „Razem"      | „Together”      | Andy Newbery | Alice Oseman | 3 października 2024 |
| 24 | 8 | „Osobno"     | „Apart”         | Andy Newbery | Alice Oseman | 3 października 2024 |

## Spis serii
| Seria | Seria | Sezon       | Odcinki | Premiera serii      | Finał serii         |
| ----- | ----- | ----------- | ------- | ------------------- | ------------------- |
|       | 1.    | wiosna 2022 | 1–8 (8) | 22 kwietnia 2022    | 22 kwietnia 2022    |
|       | 2.    | lato 2023   | 1–8 (8) | 3 sierpnia 2023     | 3 sierpnia 2023     |
|       | 3.    | jesień 2024 | 1–8 (8) | 3 października 2024 | 3 października 2024 |

## Produkcja

### Prawa telewizyjne
See-Saw Films nabyło prawa telewizyjne do Heartstopper w lipcu 2019 roku. 20 stycznia 2021 roku ujawniono, że Netflix zamówił 8-odcinkowy serial, którego scenarzystką będzie sama Oseman, a reżyserem i producentem wykonawczym - Euros Lyn. Produkcją wykonawczą serialu zajęli się również Patrick Walters, Jamie Laurenson, Hakan Kousetta, Iain Canning i Emile Sherman oraz Zorana Piggott. Scenografię stworzył Tim Dickel, scenografię serialu - Maxwell Fine, a rekwizyty - Zoe Seiffert.

### Casting
Daniel Edwards-Guy pełnił funkcję dyrektora castingu. W styczniu i lutym 2021 roku ogłoszono otwarty casting dla głównych postaci. Oseman wyjaśniła, że postać Aleda nie pojawi się w adaptacji, ponieważ chciała uszanować jego historię w Radio Silence. Po tym, jak podobno ponad 10 000 osób wzięło udział w przesłuchaniach, w kwietniu 2021 roku ogłoszono pierwszą rundę castingu, w której Kit Connor i Joe Locke zagrają odpowiednio Nicka i Charliego. Reszta obsady została ogłoszona kilka dni później, a wśród nich Yasmin Finney, Sebastian Croft, William Gao, Corinna Brown, Kizzy Edgell, Cormac Hyde-Corrin, Rhea Norwood i Tobie Donovan. W maju do obsady dołączyła Jenny Walser.

### Zdjęcia
Produkcja rozpoczęła się w kwietniu, a zakończyła w czerwcu 2021 roku. Zdjęcia odbywały się głównie w Burnham, w Buckinghamshire, w Wielkiej Brytanii. Nieistniejącej już E-Act Burnham Park Academy została wykorzystana jako Truham Grammar School. Kręgielnia Hollywood Bowl w High Wycombe została wykorzystana do nakręcenia filmu. Stacja kolejowa, z której Nick i Charlie wyjeżdżają nad morze, to stacja North Weald w Essex, ale właściwa scena nad morzem rozgrywa się w Herne Bay, w hrabstwie Kent. Po koktajlach mlecznych Charlie i jego przyjaciele są widziani na spacerze wzdłuż Tamizy w Windsorze, w hrabstwie Berkshire, przed swoim koncertem. Olivia Colman nakręciła wszystkie swoje sceny w ciągu dwóch dni.

### Premiera
Pierwsze zdjęcia pokazano 1 marca 2022, a następnie 16 marca opublikowano teaser. Oficjalny zwiastun ukazał się 13 kwietnia. Tytuły odcinków zostały opublikowane 19 kwietnia. Serial został wyemitowany 22 kwietnia 2022 roku.

### Soundtrack
Wybrane utwory wykorzystane w ścieżce dźwiękowej do serialu zostały udostępnione cyfrowo w serwisie Spotify wraz z premierą serialu 22 kwietnia 2022. Oficjalny singiel brytyjskiej artystki Baby Queen "Colours of You" został wydany przez Polydor Records wraz z premierą. Inne popularne utwory, które pojawiły się w serialu, to "Girls" zespołu Girl in Red i "Tired" Beabadoobee.

## Odbiór

### Oglądalność
W tygodniu, w którym zadebiutował, Heartstopper znalazł się na siódmym miejscu w rankingu 10 najlepszych telewizyjnych tytułów anglojęzycznych serwisu Netflix, zaledwie dwa dni po premierze. Zgodnie z metodologią Netflixa, polegającą na pomiarze liczby godzin oglądania programu, obejrzało go 14,55 mln widzów.

### Uznanie krytyków
Serial spotkał się z uznaniem krytyków. W serwisie Rotten Tomatoes na podstawie 34 recenzji krytyków serial uzyskał 100% aprobatę "Certified Fresh" oraz średnią ocenę 8,5/10. W zgodnej opinii krytyków na stronie internetowej można przeczytać: "Integracyjny romans opowiedziany z niezwykłą wrażliwością, Heartstopper jest tak czarujący, że widzowie nie będą mieli odwagi pominąć żadnego fragmentu." Serwis Metacritic, który stosuje średnią ważoną, przyznał filmowi ocenę 84 na 100 punktów na podstawie opinii 8 krytyków, co oznacza "powszechne uznanie".
Recenzując serię dla The Guardian, Rebecca Nicholson wystawiła mu ocenę 4/5 i powiedziała: "Heartstopper może nie do końca spełnia dramatyczną obietnicę zawartą w tytule, ale ten uroczy romans dla nastolatków co najmniej rozgrzewa serce." Saloni Gajjar z The A.V. Club przyznała serialowi ocenę A- i powiedziała: "Na szczęście Heartstopper przełamuje schematy, utrzymując swojego bohatera dumnym gejem: to ukochany musi poradzić sobie ze swoimi nieoczekiwanymi uczuciami, a nie odwrotnie. Pociąg Nicka do Charlie jest dla niego zaskoczeniem (ale nie pogardą)". David Opie z Digital Spy wystawił ocenę 5/5 i powiedział: "Heartstopper skupia się na miłości queer, afirmując uczucia młodych ludzi, którzy mogą być niepewni lub bać się mówić swoją prawdę." Jonathan Wilson z Ready Steady Cut wystawił ocenę 4/5 i stwierdził: "Heartstopper może i jest pozbawiony ostrych krawędzi i sprawia wrażenie, jakby przemawiał do młodszej grupy odbiorców niż zwykłe teen drama, ale trudno nie dać się porwać jego głęboko podnoszącemu na duchu portretowi młodej miłości." Emily Maskell dla Paste Magazine oceniła film na 8,8/10 i powiedziała: "Heartstopper, który z otwartymi ramionami obejmuje młodzież queerową, kładzie mocne fundamenty pod to, co - miejmy nadzieję - będzie podnoszącym na duchu i inkluzywnym przedstawieniem postaci queerowych dla następnej generacji widzów." Ezelle Alblas dla The Upcoming wystawiła ocenę 5/5 i powiedziała: "Heartstopper sprawia wrażenie serialu, który każdy powinien zobaczyć. Jest słodki i radykalny bez szokującego czynnika, jak w przypadku takich programów jak Sex Education, Euforia czy Bo to grzech".

### Wpływ
Po ukazaniu się serii pierwszy tom powieści graficznej Oseman Heartstopper stał się najlepiej sprzedającym się bestsellerem dziecięcym w Wielkiej Brytanii.